# Cornesia
Cornesia is een geslacht van vlinders van de familie bladrollers (Tortricidae).

## Soorten
- C. molytes Razowski, 1993
- C. ormoperla Razowski, 1981